# Górny Smokowiec
Górny Smokowiec (słow. Horný Smokovec, niem. Oberschmecks, węg. Felsőtátrafüred) – osiedle u południowych podnóży Tatr Wysokich na Słowacji, położone przy Drodze Wolności między Tatrzańską Leśną a Starym Smokowcem. Administracyjnie należy do części katastralnej Stary Smokowiec miasta Wysokie Tatry.
Górny Smokowiec położony jest na wysokości 950 m n.p.m., na granicy systemów dwóch dolin walnych: Zimnej Wody i Wielickiej. Miejscowość znajduje się ok. 2 km na wschód od Starego Smokowca. Obejmuje też osiedle Piękny Widok, położone pomiędzy tymi dwiema miejscowościami. Przez Górny Smokowiec oprócz Drogi Wolności przebiega kolej elektryczna ze Szczyrbskiego Jeziora do Tatrzańskiej Łomnicy, stacje znajdują się w centrum osiedla i w Pięknym Widoku.
Osiedle powstało w drugiej połowie XIX wieku. W 1882 stał tu obiekt z pokojami gościnnymi, który spłonął w 1916 r. Odnowienie osady miało miejsce w 1926 r., a obecną nazwę nosi ona od roku 1930, kiedy miał miejsce jej najintensywniejszy rozwój. Znajdują się tu domy wczasowe, sklepy i hotele, a także dwa przystanki autobusowe przy Drodze Wolności i kolejny przy drodze do Dolnego Smokowca i Nowej Leśnej.